# الحرف (المخادر)

تعديل مصدري - تعديل

الحرف محلة تابعة لقرية خيران، التابعة لعزلة الشرف بمديرية المخادر إحدى مديريات محافظة إب في الجمهورية اليمنية، بلغ تعداد سكانها 34 حسب تعداد اليمن لعام 2004.